# Saint-Agnin-sur-Bion
Saint-Agnin-sur-Bion ist eine französische Gemeinde mit 1.161 Einwohnern (Stand: 1. Januar 2022) im Département Isère in der Region Auvergne-Rhône-Alpes; sie gehört zum Arrondissement Vienne und zum Kanton L’Isle-d’Abeau.

## Geografie
Die Gemeinde Saint-Agnin-sur-Bion liegt an der Quelle des Flusses Bion, etwa 28 Kilometer östlich von Vienne. Sie wird umgeben von den Nachbargemeinden Crachier im Nordwesten und Norden, Maubec im Norden, Les Éparres im Osten, Culin im Süden, Meyrieu-les-Étangs im Südwesten sowie Artas im Westen.

## Bevölkerungsentwicklung
| Jahr                       | 1962 | 1968 | 1975 | 1982 | 1990 | 1999 | 2006 | 2013 | 2021 |
| -------------------------- | ---- | ---- | ---- | ---- | ---- | ---- | ---- | ---- | ---- |
| Einwohner                  | 375  | 347  | 390  | 602  | 646  | 674  | 762  | 929  | 1135 |
| Quellen: Cassini und INSEE |      |      |      |      |      |      |      |      |      |

## Sehenswürdigkeiten
- Kirche Saint-Laurent